# Zahir Raheem
Zahir Raheem est un boxeur américain né le 7 novembre 1976 à Philadelphie, en Pennsylvanie.

## Carrière
Passé professionnel en 1996, il devient champion d'Amérique du Nord des poids plumes NABA le 30 mars 2002 en battant aux points Joe Morales. Sa carrière est également marquée par une victoire surprise contre Erik Morales le 10 septembre 2005 et une défaite en championnat du monde WBO des poids légers contre Acelino Freitas.